# عنك (القطيف)
عنك هي مدينة في محافظة القطيف بالمنطقة الشرقية في المملكة العربية السعودية. تطل المدينة من الشرق على ضفاف الخليج العربي وتحدها جنوباً مدينة سيهات وشمالاً مدينة القطيف وغرباً بعض البلدات مثل النابية وأم الحمام.

## التسمية
عُنَك، (بضم العين، وفتح النون) من الأسماء الموغلة في القدم كمثل تاروت وسيهات والتوبي وهي لفظ غير عربي لأنه سبق ظهور اللغة العربية[محل شك]، اختلف المؤرخون في أصله ومعناه وبنيت على أساس ذلك عدة فرضيات منها أن عنك سميت بهذا الاسم نسبة إلى بئر ماء يقع في الطرف الخلفي منها ويسمى عينك.

## التاريخ
تحدث عنها المسعودي في كتابه: «التنبيه والإشراف» فوصفها على أنها من مدن القطيف، وذكرها أيضاً الراجز في قوله:
مر تاريخ عنك بفترة حكم بني خالد وشيخهم ابن عريعر الذين كانوا يحكمون أجزاء واسعة من المنطقة الشرقية تمتد حتى الأحساء. وشهدت تلك الفترة الكثير من النزاعات بين قبيلة بني خالد والعديد من القبائل المجاورة لعدم وجود سلطة مركزية في ذلك الزمان. كان بنو خالد يفدون إلى عنك في الصيف ابتعاداً عن حر الصحراء، ويرحلون عنها في الخريف إلى البادية، ومع الوقت، بدأ قسم منهم يتحضرون فزاولوا مهناً حضريةً واستقراراً وبنوا لهم بيوتاً في عنك. كما استقطبت عنك الكثير من أبناء الخليج مثل العمانيين في عام 1955م نتيجة للاحتلال البريطاني لعمان.

## التركيبة السكانية
يبلغ عدد سكان مركز عنك 20 ألف نسمة حسب إحصائية عام 2022م. وتقطن مدينة عنك بعض القبائل منها قبيلة بنو خالد الذين يمثلون فيها الأغلبية وقبيلة مليح من سبيع والسدارى من البدارين الدواسر والسماح من مطير وجميعهم من أهل السنة والجماعة. كما يوجد بها أقليات شيعية تتمركز في حي العليوات. يعمل أهالي مدينة عنك في التجارة الحرة والوظائف الحكومية والشركات الخاصة كشركة أرامكو السعودية وشركة سابك. وهناك أيضاً من يعمل في مجال التربية والتعليم ومنهم مهندسين وقضاة ومستشارين قانونيين.
إلا أن المورد الاقتصادي في ذلك الزمان كان يعتمد أساساً على الصيد واللؤلؤ، إضافة إلى تعاون أهل عنك مع الأهالي المجاورين من القطيف والمناطق الأخرى في اقتصادهم والعيش. كما أن أهل عنك في تلك الفترة كانوا يتنقلون في المناطق البرية بحثا عن المراعي لمواشيهم وكانوا يصلون في أحيان كثيرة إلى حدود الكويت.

## التضاريس
تعتبر مدينة عنك من حيث التضاريس سهلاً منبسطاً موازياً لشاطئ الخليج العربي.

## الأحياء
- حي العقيق
- حي الأنوار
- حي الإسكان
- حي الراية
- حي عنك
- حي الرمال
- حي البدر
- حي البستان
- حي المحار
- حي المهاشير

## الموقع

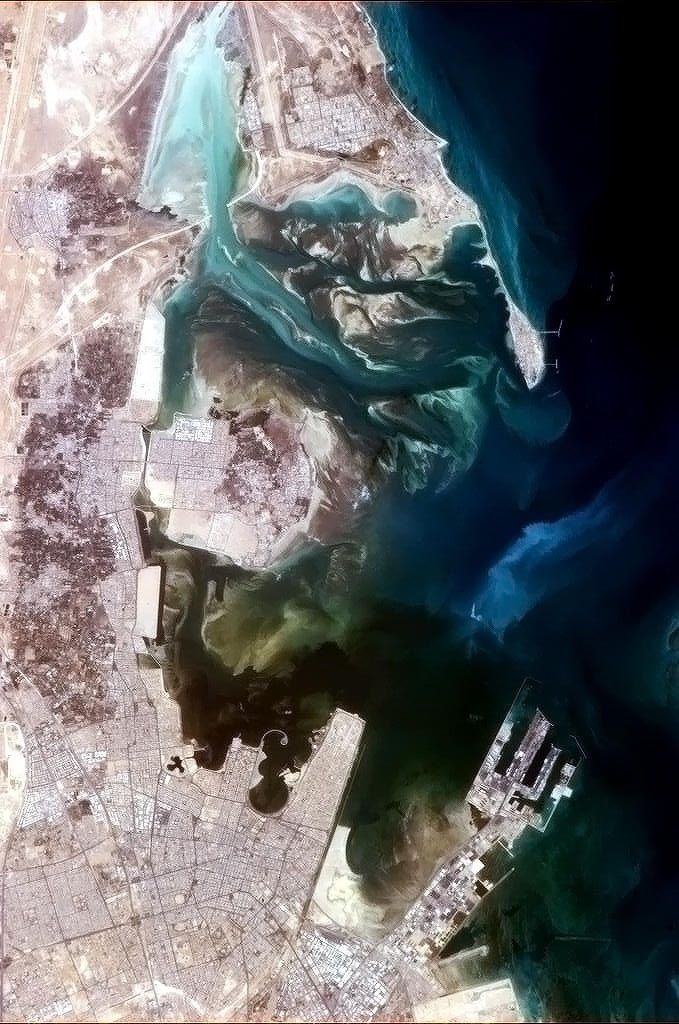
صورة لخليج كيتوس أو خليج القطيف من محطة الفضاء الدولية، ويظهر في الصورة جزيرة تاروت (في الوسط) ومدينة القطيف (يسار جزيرة تاروت)، وجزء من سيهات (في الأسفل).

تقع مدينة عنك على بعد 10 كيلومترات من مدينة الدمام وتمتد إلى وسط بين مدينتي القطيف وسيهات على ساحل المنطقة الشرقية.

## الخدمات الحكومية

### الصحة

#### مستشفى عنك العام (حكومي)
يوجد في مدينة عنك مستشفى حكومي سعته 30 سريرًا ويسمى مستشفى عنك العام التابع للمديرية العامة للشؤون الصحية بالمنطقة الشرقية. كما يوجد بعنك مركز صحي تابع لمركز الرعاية الصحية الأولية يعمل على فترتين صباحية ومسائية. ويوجد بها مستشفى خاص يسمى بمجمع عنك الطبي العام.

### بلدية عنك
بلدية عنك هي الجهة المسؤولة عن تقديم الخدمات البلدية التي تشمل خدمات الأراضي والمنح والمخططات، والتشييد والبناء، والرخص المهنية، والعقار والاستثمار، وخدمة المجتمع. تأسست بلدية عنك مع بقية توابع بلدية محافظة القطيف سنة 1344هـ وكانت وقتئذ تضم من صفوى شمالاً حتى سيهات جنوباً. ومع التطور العمراني للقرى، تم إنشاء ست بلديات ذات ميزانيات مستقلة. وفي عام 1402هـ ضمت هذه البلديات الست في بلدية واحدة تحت اسم بلدية منطقة القطيف المصنفة تحت الفئة (أ). وفي عام 1407هـ تم دمج بلدية منطقة القطيف إدارياً ومالياً وبكامل تشكيلاتها الإدارية بأمانة مدينة الدمام وأصبحت ميزانيتها مدمجة مع الأمانة. في نهاية عام 1428هـ تم فصل البلدية إدارياً ومالياً وبكامل تشكيلاتها الإدارية، وأصبحت ميزانيتها مرتبطة بوزارة الشئون البلدية والقروية. البلدية مرتبطة حالياً ببلدية محافظة القطيف التي تغطي بخدماتها مدينة عنك وقرى الجش والملاحة ويوجد بها مسلخ حكومي وخمسة حدائق ومنتزهات وسوق مركزي شعبي.

### نادي الساحل
تأسس نادي الساحل الرياضي عام 1399هـ.

### جمعية عنك الخيرية
جمعية عنك الخيرية هي منظمة خيرية مقرها عنك. وهي مسجلة لدى وزارة الشؤون الاجتماعية برقم (403). تأسست جمعية عنك الخيرية في 20 يناير 2007م، الموافق 1 محرم 1428هـ. أقامت الجمعية دورات للطلبة والطالبات بلغت في مجملها 53) دورة في تخصصات مختلفة. وبلغ عدد المستفيدين منها أكثر من 2,300 طالب وطالبة. أطلقت الدورات في مجالات مختلفة مثل: اللغة الإنجليزية، والحاسب الآلي، والاستعداد لاختباري القدرات العامة والتحصيل العلمي. وغيرها، نفذت الجمعية عدداً من البرامج لتحفيز مستفيديها من الطلبة والطالبات على رفع مستوى تحصيلهم العلمي من خلال احتفالات تكريم الطلاب والطالبات المتفوقين. كما أطلقت الجمعية مشروع توظيف 300 شاب وفتاة من مستفيدي الجمعية، وذلك من خلال تدريبهم وتأهيلهم وإعطائهم الدورات المكثفة في اللغة الإنجليزية والحاسب الآلي ومن ثمَّ توظيفهم في عددٍ من الشركات الرائدة في سوق العمل بالمنطقة الشرقية. إضافةً إلى إطلاق الجمعية مشاريع ترميم المنازل ورعاية الأيتام والتأمين الطبي لهم، وكذلك دعم ومساعدة أكثر من 400 أسرة من الأيتام والأرامل والمساكين والفقراء والمحتاجين. ومن أعضاء مجلس إدارة الجمعية:
- إبراهيم ناصر محمد السياري
- جاسم مشعل شبيب السديري[12]
- حمد مبارك خالد الخالدي:
- خالد عبد الله عبد الرحمن ال سعيد
- خالد مبارك خالد الخالدي
- عبد الحكيم حمد عمار الخالدي
- عبد الله عويضه صالح الخالدي
- عقيل عبد الرزاق مبارك العقيل
- عويد طويلع مليحان المهاشير
- فهد عبد الله حمود الخالدي
- محمد حمود تركي الخالدي

تهدف الجمعية إلى:
1. العمل على محاربة ظاهرة الفقر والبطالة.[9]
2. مساعدة الأسر الفقيرة على إيجاد دخل ثابت يفي باحتياجاتها.[9]
3. القيام ببعض الأنشطة الاجتماعية والثقافية التي تزيد وعي المجتمع.[9]
4. الاهتمام بعنصر التدريب والتأهيل، والعمل على جعل المجتمع في تطور مستمر.[9]
5. إنشاء بعض المشاريع الخدمية للمجتمع مثل روضة أطفال ومستوصف، ونحوها.[9]
6. رعاية ذوي الاحتياجات الخاصة من المعاقين وغيرهم، وتقديم المساعدة لهم.[9]

## النقل والمواصلات
يتخلل عنك شارع وسط المدينة يعرف بشارع الخيل وهو على امتداد مدينة عنك ويعتبر من الشوارع الرئيسية في المدينة.
شارع الخليج العربي: طريق يطل على ساحل الخليج العربي، يمتد من مدينة الدمام جنوبا إلى حي دانة الرامس بمدينة العوامية شمالاً مروراً بسيهات وعنك والقطيف، ويوجد مشروع مستقبلي لربطه بمدينة صفوى ليتصل بالجسر المؤدي إلى محافظة رأس تنورة.

## الحدائق والمنتزهات
| م  | اسم الحديقة          | الموقع                          | المساحة (بالمتر المربع) |
| -- | -------------------- | ------------------------------- | ----------------------- |
| 1  | حديقة الخزامي        | مخطط 1022 - الدخل المحدود       | 15000                   |
| 2  | حديقة الشماسية ( 1 ) | حي الشماسية – مخطط 11           | 1800                    |
| 3  | حديقة الشماسية ( 2 ) | حي الشماسية – مخطط 11           | 3618                    |
| 4  | حديقة الشماسية ( 3 ) | حي الشماسية – مخطط 11           | 1064                    |
| 5  | حديقة الشماسية ( 4 ) | حي الشماسية – مخطط 11           | 2100                    |
| 6  | حديقة البلدية        | شارع خالد بن الوليد             | 2200                    |
| 7  | حديقة الإسكان ( 1 )  | إسكان الجش                      | 5300                    |
| 8  | حديقة الإسكان ( 2 )  | إسكان الجش                      | 2100                    |
| 9  | حديقة الإسكان ( 3 )  | إسكان الجش                      | 1400                    |
| 10 | حديقة الإسكان ( 4 )  | إسكان الجش                      | 4300                    |
| 11 | حديقة الإسكان ( 5 )  | إسكان الجش                      | 8450                    |
| 12 | حديقة الإسكان ( 6 )  | إسكان الجش                      | 8125                    |
| 13 | حديقة العقيق         | حي العقيق – مخطط 335            | 3929                    |
| 14 | حديقة المسجد         | شارع خالد بن الوليد – مخطط 7/17 | 780                     |
| 15 | حديقة البستان ( 1 )  | حي البستان – مخطط 17            | 3300                    |
| 16 | حديقة البستان ( 2 )  | حي البستان – مخطط 17            | 3500                    |

## الآثار
وجد في عنك مقبرة عثمانية صغيرة يختلف المؤرخون في تحديد تاريخها. وتوجد حول مدينة عنك بقايا مرتفعات وآثار عمران قديم، ويوجد فيها قلعة برتغالية على البحر اتخذها الأتراك قديما مقرا لحاميتهم ومركزا للضبطية تعزيزاً لحاميتهم في القطيف.

### قصر ميالة

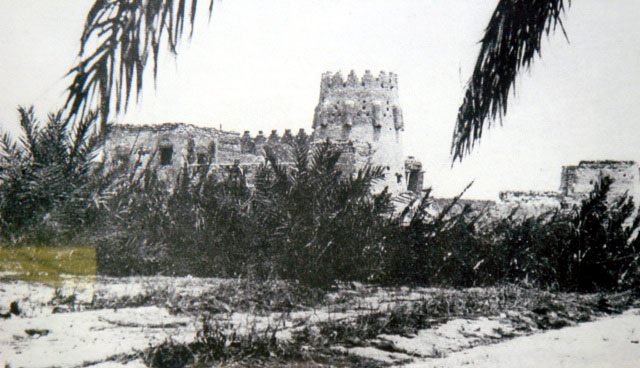
واجهة قلعة عنك أو قلعة الخيالة عام 1935م.

قلعة عنك أو قلعة الخيالة أو قصر الميالة هي قلعة أثرية تقع بمدينة عنك، في محافظة القطيف، شرق المملكة العربية السعودية. يُعتقد أن البرتغالييون بنوها كمنطلق للخيالة. اكتشف في القلعة وجود قبر بها، تبين انه لأميرة جاوان دفنت فيه بكامل حليها. تعود تسمية قلعة عنك بالخيّالة لكونها قد بُنيت مُنطلقاً للخيّالة، ومع تداول الاسم حُرّف إلى قلعة الميّالة. قد ورثه العثمانيين من بعدهم ثم آلت ملكيته فيما بعد إلى الدولة السعودية. هُدِمَ القصر في عام 1394 هـ من قبل بلدية مدينة عنك وبناء مدرسة متوسطة للبنات حكومية محله.
أمر خورشيد باشا، أحد القادة العثمانين زمن الدولة السعودية الثانية بالإستيلاء على قلعتان في القطيف وتحصين القطيف تحصيناً كاملاً لاتخاذها كقاعدة لتحريك قواته في منطقة الخليج، فطلب من محمد علي باشا أن يرسل له قوة لتعزيز قواته، ولكن رٌفض طلبه، واتجه محمد أفندي يوم الأثنين 21 ذي القعدة 1254هـ/ 5 شباط 1839م للقطيف، وأمر بفتح أبوابها وأمن أهلها، ثم خرج لقلعة عنك التابعة لبدو العماير وبني خالد، فاستولى عليها فرتبها وجهزها، وحصن جنده فيها وهكذا استطاع خورشيد من التخلص من أذى العماير المتكرر لأهل القطيف الذي كان موجوداً منذ عهد تركي بن عبد الله. منذ أن تم نفي فيصل إلى مصر وحتى جلاء القوات المصرية، كان للأمير خالد بن سعود سيادة اسمية على المنطقة فقط، بينما كان خورشيد هو من يدير شؤون المنطقة. أما تعيين الولاة ووكلاء بيت المال، وعزلهم كان يتم من قبل الحكومة في الرياض من قبل خالد بن سعود هذا جعل الرؤساء والأهالي يتقبلونه، فالجانب الأخر لم يكن لدى سكان القطيف قبول بالحكم المصري حسب الوثائق البريطانية.

### عين ميالة وغصبا
عين مياله وغصبا هي من العيون الطبيعية التي حفرها القرامطة في عنك. ويعتقد مؤرخون أنها كانت تقع على البحر مباشرةً آنذاك، مستدلين على ذلك بوجود بقايا مرتفعات وآثار عمران قديم.

## المناخ
مناخ مدينة عنك يشابه لمناخ مدينة الدمام بسبب مجاورتها لها.
| البيانات المناخية للقطيف            | البيانات المناخية للقطيف | البيانات المناخية للقطيف | البيانات المناخية للقطيف | البيانات المناخية للقطيف | البيانات المناخية للقطيف | البيانات المناخية للقطيف | البيانات المناخية للقطيف | البيانات المناخية للقطيف | البيانات المناخية للقطيف | البيانات المناخية للقطيف | البيانات المناخية للقطيف | البيانات المناخية للقطيف | البيانات المناخية للقطيف | البيانات المناخية للقطيف |
| الشهور                              | يناير                    | فبراير                   | مارس                     | أبريل                    | مايو                     | يونيو                    | يوليو                    | أغسطس                    | سبتمبر                   | أكتوبر                   | نوفمبر                   | ديسمبر                   |                          | المعدل السنوي            |
| ----------------------------------- | ------------------------ | ------------------------ | ------------------------ | ------------------------ | ------------------------ | ------------------------ | ------------------------ | ------------------------ | ------------------------ | ------------------------ | ------------------------ | ------------------------ | ------------------------ | ------------------------ |
| أقصى درجة حرارة ب °م (°ف)           | 33 (91)                  | 35 (95)                  | 38 (100)                 | 40 (104)                 | 42 (108)                 | 47 (117)                 | 42 (108)                 | 42 (108)                 | 42 (108)                 | 41 (106)                 | 41 (106)                 | 34 (93)                  |                          |                          |
| متوسط درجة الحرارة الكبرى ب°م (°ف)  | 29 (84)                  | 29 (84)                  | 29 (84)                  | 33 (91)                  | 35 (95)                  | 36 (97)                  | 37 (99)                  | 37 (99)                  | 36 (97)                  | 35 (95)                  | 33 (91)                  | 30 (86)                  |                          | 33 (91)                  |
| متوسط درجة الحرارة الصغرى ب °م (°ف) | 18 (64)                  | 18 (64)                  | 19 (66)                  | 21 (70)                  | 23 (73)                  | 24 (75)                  | 26 (79)                  | 27 (81)                  | 25 (77)                  | 23 (73)                  | 22 (72)                  | 19 (66)                  |                          | 22 (72)                  |
| أدنى درجة حرارة ب °م (°ف)           | 3 (37)                   | 11 (52)                  | 13 (55)                  | 12 (54)                  | 13 (55)                  | 19 (66)                  | 21 (70)                  | 23 (73)                  | 21 (70)                  | 20 (68)                  | 17 (63)                  | 10 (50)                  |                          |                          |
|                                     |                          |                          |                          |                          |                          |                          |                          |                          |                          |                          |                          |                          |                          |                          |
| هطول الأمطار ب مم (إنش)             | 5 (0.2)                  | 6 (0.3)                  | 1 (0.1)                  | 1 (0.1)                  | 5 (0.5)                  | 0 (0)                    | 0 (0)                    | 0 (0)                    | 0 (0)                    | 0 (0)                    | 25 (1.0)                 | 31 (1.2)                 |                          | 67 (2.6)                 |

## الوصلات الخارجية
- موقع جمعية عنك الخيرية الرسمي.
- زيارة خادم الحرمين الشريفين الملك عبد الله بن عبد العزيز لـقبيلة بني خالد بمدينة عنك بالشرقية على اليوتيوب.
- المجلس البلدي بمحافظة القطيف.
- المجلس المحلي بمحافظة القطيف.
- ملخص تاريخ القطيف عن كتاب محمد سعيد المسلم.